# Kiribati Protestant Church
La Kiribati Protestant Church (KPC) (prima ancora, la Gilbert Islands Protestant Church) è la principale chiesa protestante delle Kiribati con circa 10.000 fedeli (il 8% nel 2020).
La KPC si è riformata nel 2015 con il rifiuto di aderire alla nuova Kiribati Uniting Church creata nel 2014.